# Vellinge
Vellinge este un oraș în Suedia.

## Demografie
| \| Evoluția demografică a zonei urbane Vellinge, 1970–2015 \| Evoluția demografică a zonei urbane Vellinge, 1970–2015 \| Evoluția demografică a zonei urbane Vellinge, 1970–2015 \| Evoluția demografică a zonei urbane Vellinge, 1970–2015 \| Evoluția demografică a zonei urbane Vellinge, 1970–2015 \| \| --------------------------------------------------------------------------------------- \| ------------------------------------------------------- \| ------------------------------------------------------- \| ------------------------------------------------------- \| ------------------------------------------------------- \| \| An \| \| \| Locuitori \| \| \| 1970 \| 1970 \| \| 2.486 \| 2.486 \| \| 1975 \| 1975 \| \| 5.384 \| 5.384 \| \| 1980 \| 1980 \| \| 5.780 \| 5.780 \| \| 1990 \| 1990 \| \| 5.891 \| 5.891 \| \| 1995 \| 1995 \| \| 6.112 \| 6.112 \| \| 2000 \| 2000 \| \| 5.973 \| 5.973 \| \| 2005 \| 2005 \| \| 6.115 \| 6.115 \| \| 2010 \| 2010 \| \| 6.304 \| 6.304 \| \| 2015 \| 2015 \| \| 6.496 \| 6.496 \| \| Sursa: SCB - Statistika Centralbyrån, Folkmängden per tätort. Vart femte år 1960 - 2016 \| \| \| \| \| |      |  |           |       |
| Evoluția demografică a zonei urbane Vellinge, 1970–2015 |      |  |           |       |
| An |      |  | Locuitori |       |
| 1970 | 1970 |  | 2.486     | 2.486 |
| 1975 | 1975 |  | 5.384     | 5.384 |
| 1980 | 1980 |  | 5.780     | 5.780 |
| 1990 | 1990 |  | 5.891     | 5.891 |
| 1995 | 1995 |  | 6.112     | 6.112 |
| 2000 | 2000 |  | 5.973     | 5.973 |
| 2005 | 2005 |  | 6.115     | 6.115 |
| 2010 | 2010 |  | 6.304     | 6.304 |
| 2015 | 2015 |  | 6.496     | 6.496 |
| Sursa: SCB - Statistika Centralbyrån, Folkmängden per tätort. Vart femte år 1960 - 2016 |      |  |           |       |